# Brimstone (pocisk rakietowy)
Brimstone (ang. archaizm siarka) – brytyjski kierowany pocisk rakietowy klasy powietrze-ziemia przeznaczony do niszczenia celów opancerzonych opracowany przez MBDA.

## Historia
Brimstone jest podobny zewnętrznie do amerykańskiego AGM-114 Hellfire i został zaprojektowany w celu spełnienia wymagań RAF-u na przeciwpancerny pocisk dalekiego zasięgu zdolnego do atakowania pojazdów opancerzonych z bezpiecznej odległości, który miałby zastąpić w tej roli bombę kasetową BL755. Wymagania na taki pocisk zostały opracowane na podstawie doświadczeń wyniesionych przez brytyjskie siły zbrojne z wojny w Zatoce Perskiej. Kontrakt na budowę pocisku przyznano 7 listopada 1996 firmie General Electric, która obecnie stanowi część MBDA.
Pocisk Brimstone posiada zdolność wystrzel i zapomnij umożliwiającą przesłanie danych o celu z komputera pokładowego przenoszącego go samolotu i samonaprowadzanie po odpaleniu. Pocisk jest programowany do wykonywania precyzyjnych misji polegających na odnajdowaniu, przy pomocy własnego pracującego na częstotliwości 94 GHz radaru, określonych celów na zadanym obszarze, również w pobliżu jednostek sprzymierzonych, oraz samozniszczenia w przypadku nieodnalezienia odpowiedniego celu. Zapisanie danych o celu odbywa się poprzez namierzenie celu, zidentyfikowanie go i przesłanie informacji z biblioteki obrazów radarowych o jego wyglądzie. Radar pocisku umożliwia rozpoznanie celu z dużą dokładnością, dlatego możliwe jest zaprogramowanie ataku na określony typ celów np. czołg T-72, a także dla uzyskania najlepszego efektu, w określone jego miejsce. Dane o obszarze w którym znajdują się potencjalne cele ataku są przekazywane z samolotów E-8 Joint STARS lub od wojsk lądowych. Przed wystrzeleniem pocisku komputer pokładowy samolotu wprowadza do jego pamięci także wstępne dane o obszarze ataku, do którego przy pomocy bezwładnościowego systemu nawigacyjnego INS kieruje się pocisk. W określonej odległości od celu następuje uruchomienie radaru pocisku i rozpoczyna się aktywne wyszukiwanie celu. Radar przeszukuje powierzchnię gruntu wzdłuż zaprogramowanego toru lotu porównując sygnał z zapisanym w pamięci wzorcem celu i odrzucając inne podobne obiekty takie jak samochody, autobusy, budynki, itp.
Pomimo zasięgu pocisku wynoszącego 12 km typowa odległość od celu, z jakiej jest odpalany, wynosi 8 km. Moment włączenia radaru może być zaprogramowany w taki sposób, że zacznie on poszukiwania celu dopiero po osiągnięciu określonej pozycji, co zabezpiecza własne wojska przed niebezpieczeństwem przypadkowego namierzenia. Możliwe jest również wyłączenie namierzania lub atak na namierzony cel dopiero po jego zatwierdzeniu, co ogranicza możliwość trafienia w obiekty cywilne. Zastosowany w pocisku Brimstone system naprowadzający umożliwia trafienie w cel z bardzo dużą precyzją, a głowica bojowa typu tandem pozwala - zgodnie z zapewnieniami producenta - na zniszczenie każdego współczesnego czołgu, również zabezpieczonego pancerzem reaktywnym.
Pociski przenoszone są na trójprowadnicowych wyrzutniach, z których każda jest podwieszona do jednego węzła uzbrojenia samolotu nosiciela. Mała masa pocisków umożliwia przenoszenie ich dużej liczby i np. Eurofighter Typhoon może na ośmiu węzłach przenieść łącznie 24 pociski Brimstone. Dodatkowo pociski te mogą być wystrzeliwanie w salwach do wielu wybranych przez operatora uzbrojenia celów naraz. Każdy z pocisków leci innym torem w kierunku celu przeszukując inny obszar, więc prawdopodobieństwo trafienia dwóch pocisków w ten sam cel jest minimalne.
Wykorzystywane przez RAF pociski Brimstone są przenoszone przez samoloty Tornado GR.4, Eurofighter Typhoon i Harrier GR.9. Poza samolotami pocisk ten może być wystrzeliwany z platform naziemnych i wyrzutni zainstalowanych na śmigłowcach. Po inwazji Rosji na Ukrainę w 2022 r. Brytyjczycy przekazali armii ukraińskiej kilka setek tych pocisków, przy czym Ukraińcy opracowali prowizoryczne konstrukcje wyrzutni montowanych na samochodach dostawczych.
23 sierpnia 1999 roku podano do publicznej wiadomości informacje o pierwszym naziemnym odpaleniu pocisku, które odbyło się na przełomie lipca i sierpnia tego samego roku na poligonie Yuma Proving Ground w Arizonie. Pierwsze odpalenie z pokładu samolotu odbyło się we wrześniu 2000, pocisk wystrzelono z maszyny Tornado GR.4. Opóźnienie testów lotniczych o rok było spowodowane brakiem maszyny testowej, która służyła w tym samym czasie do badań innego pocisku – Storm Shadow. Pociski Brimstone zostały wprowadzone na uzbrojenie RAF-u i osiągnęły gotowość operacyjną w grudniu 2005 roku.